# Guy Boulanger (Bischof)

Bischofswappen von Guy Boulanger

Joseph Ferdinand Guy Boulanger (* 6. Juni 1963 in Sainte-Cécile-de-Whitton, Québec) ist ein kanadischer Geistlicher sowie römisch-katholischer Bischof von Rouyn-Noranda und Amos.

## Leben
Guy Boulanger besuchte zunächst die Schule in Lac-Mégantic, bevor er an das Kleine Seminar in Sherbrooke wechselte. 1984 erwarb Boulanger an der Université de Sherbrooke einen Abschluss im Fach Rechtswissenschaft. Anschließend studierte er Philosophie in Sherbrooke und Katholische Theologie an der Universität Laval in Québec. Boulanger empfing am 26. Oktober 1991 das Sakrament der Priesterweihe für das Erzbistum Sherbrooke.
Nach der Priesterweihe war Guy Boulanger ein Jahr Pfarrvikar in der Pfarrei Cœur-Immaculé in Sherbrooke, bevor er 1992 Pfarrvikar in den Pfarreien Sainte-Lucie in Disraeli sowie Saint-Julien, Saint-Jacques-le-Majeur und Saint-Charles-Borromée in Beaulac-Garthby wurde. Von 1995 bis 1998 war er Pfarrer der Pfarreien Saint-Augustin in Woburn und Saint-Zénon in Piopolis sowie Notre-Dame-des-Bois und Saint-Léon in Val-Racine. Zusätzlich war er Dekan der Dekanate Saint-Jean-Baptiste in Chartierville und Saint-Pierre in La Patrie. Von 1996 bis 1998 war Boulanger zudem Rektor des Heiligtums Mont-Saint-Joseph. 1998 setzte er seine Studien an der Saint Paul University in Ottawa fort, wo er 2000 das Lizenziat im Fach Kanonisches Recht erwarb.
Von 2000 bis 2005 war Guy Boulanger Mitglied des Priesterrats des Erzbistums Sherbrooke und Pfarrvikar in der Pfarrei Saint-Joseph-des-Monts in La Patrie. Ferner war er ab 2000 als Diözesankanzler tätig, was er bis zu seiner Bischofsernennung blieb. Zudem war er bis 2008 Verantwortlicher für die Berufungspastoral und bis 2012 Ehebandverteidiger. 2007 wurde Boulanger an der Saint Paul University im Fach Kanonisches Recht promoviert. Von 2007 bis 2012 war Guy Boulanger Bischofsvikar für die finanziellen Angelegenheiten. 2012 wurde Boulanger zum Generalvikar des Erzbistums Sherbrooke berufen.
Am 31. Januar 2020 ernannte ihn Papst Franziskus zum Bischof von Rouyn-Noranda. Der Erzbischof von Gatineau, Paul-André Durocher, spendete ihm am 28. August desselben Jahres in der Cathédrale Saint-Joseph in Rouyn-Noranda die Bischofsweihe; Mitkonsekratoren waren der Bischof von Amos, Gilles Lemay, und der Erzbischof von Sherbrooke, Luc Cyr.
Am 16. September 2023 ernannte ihn Papst Franziskus unter gleichzeitiger Vereinigung des Bistums Amos in persona episcopi mit dem Bistum Rouyn-Noranda zusätzlich zum Bischof von Amos. Die Amtseinführung im Bistum Amos fand am 11. November desselben Jahres statt.